# Flashback (Computerspiel)
Flashback, in den USA als Flashback: The Quest for Identity (englisch wörtlich „Rückblende: Die Suche nach Identität“) ist ein 1992 erschienenes Computerspiel der Entwicklerfirma Delphine Software International. Das Spiel ist ein Action-Jump-’n’-Run, das auch Adventure- und Shoot-’em-up-Elemente beinhaltet. Es zeichnete sich durch eine für damalige Verhältnisse sehr innovative Technik aus. Flashback war Anfang der 1990er-Jahre so erfolgreich, dass es neben dem Amiga, für den das Spiel ursprünglich entwickelt wurde, auf etliche andere Spieleplattformen portiert wurde (MS-DOS, Apple Macintosh, SNES, Atari Jaguar, Philips CD-i, Sega Mega Drive, Sega CD, Archimedes, 3DO, FM Towns). Als besonders gelungen werden die Grafik und die Atmosphäre, die durch die Story und deren Umsetzung geschaffen wird, angesehen.
Mit Fade to Black erschien 1995 ein Nachfolger. Ein Remake erschien 2013 ebenfalls unter dem Namen Flashback. 2018 erschien eine Wiederveröffentlichung mit Emulatorfunktionalitäten für PC, Mac OS, PlayStation 4, Xbox One und Nintendo Switch.

## Handlung
Conrad B. Hart ist Agent des GBI (Galactic Bureau of Investigation) sowie angehender Wissenschaftler und hat mit Hilfe seines Professors einen Apparat – in Form einer VR-Brille – erfunden, mit dem man die molekulare Dichte von Lebewesen messen kann. Als er seine Erfindung testet, stellt er bestürzt fest, dass sich Wesen mit extrem hoher molekularer Dichte unter die Bevölkerung der Erde des Jahres 2142 gemischt haben, die keine Menschen sein können. Diese Wesen nennen sich Morphs, da sie Gestaltwandler sind, und haben das Ziel die menschliche Rasse zu vernichten. Als dann auch noch seine Freundin Sonya spurlos verschwindet, ergreift er Sicherheitsmaßnahmen, um sein Gedächtnis in einem Holo-Würfel zu speichern. Kurz darauf wird Conrad von den Morphs entführt und sein Gedächtnis gelöscht. Unter Aufbietung all seiner Kräfte gelingt ihm die Flucht aus dem Gefängnis, aber er findet sich ohne Erinnerung an sein früheres Leben auf Titan wieder – einer Kolonie der Menschen. Nur mit einer Pistole bewaffnet muss er sein Gedächtnis wieder finden und aufklären, wer diese Wesen sind und was sie vorhaben. Letztlich muss sich Conrad auf den Heimatplaneten der Morphs teleportieren, um zuerst das Haupthirn englisch Master Brain der Morphs und anschließend ihren Planeten zu zerstören. Conrad entkommt in letzter Minute dem zerberstenden Planeten mit einem Raumschiff.

## Spielmechanik
Obwohl Flashback viele Elemente des Jump-’n’-Run-Genres enthält, unterscheidet es sich grundlegend von anderen Genrevertretern. Ähnlich wie auch schon in Prince of Persia oder Another World verwendet Flashback realistische Bewegungen für den Protagonisten; riesige comic-hafte Sprünge gibt es im Spiel nicht. Ein weiterer wesentlicher Unterschied ist, dass es in Flashback kein Scrolling gibt. Das Geschehen wird Bildschirm für Bildschirm dargestellt und beim Erreichen des Bildschirmrandes wird zum nächsten Bildschirm umgeschaltet. Flashback enthält des Weiteren viele Adventure-Elemente; so können Gegenstände gesammelt und an anderer Stelle benutzt werden. Es gibt auch Charakter-Interaktion via Dialog, wobei sich selbige aber auf einfache Sätze beschränkt, statt komplexe Dialogbäume zu bieten.
Zwischen einzelnen Levels gibt es in der Regel eine kurze Zwischensequenz; bei einigen Arten zu sterben ebenso, ähnlich wie schon in Another World.

## Entwicklung
Die Entwicklungszeit betrug 2 Jahre. Das Spiel wurde vollständig in Assemblersprache verfasst, da für die Sega-Konsole noch keine C-Compiler vorlagen. Die zahlreichen Animationsphasen benötigten zusätzlichen Speicher. Hierfür entwickelte Delphine ein eigenes Steckmodul mit 24 Megabit Speicherplatz. Testversionen wurden auf EPROM geschrieben, die zeitaufwendig mit UV-Licht wieder gelöscht und wiederverwendet wurden. Aufgrund der langen Produktionszeit der Module wurde die Version für Amiga vor dem Sega Megadrive veröffentlicht. Paul Cuisset schrieb sowohl die Engine als auch später das grobe Layout des Leveldesigns, bevor Künstler die Hintergründe zeichneten. Animationen wurden mit Videokassetten aufgenommen, mit Papier auf dem Bildschirm abgepaust und mit Deluxe Paint wieder digitalisiert. Als Inspiration dienten Prince of Persia sowie Another World von Éric Chahi. Auf Scrolling wurde verzichtet, da die Animationsdichte für die Figuren bereits alle Ressourcen der System verbrauchte.
Ein 2013 von VectorCell unter Leitung von Paul Cuisset mit fünf weiteren Mitgliedern des schon am Original beteiligten Teams entwickeltes und von Ubisoft veröffentlichtes Remake für PlayStation 3, Xbox 360 und PC erschien ebenfalls unter dem Namen Flashback.
Im Jahr 2018 veröffentlichte Anuman Interactive unter seiner Spielemarke Microïds noch einmal das Original gemeinsam mit einer überarbeiteten Edition für PC, Mac OS, PlayStation 4, Xbox One und Nintendo Switch. Die Überarbeitung entstand wieder unter Paul Cuisset. Neben neu aufgenommenem Sound brachte diese aber nur leicht verbesserte Grafik, um den Nostalgiecharakter zu bewahren.
Für Linux existiert eine Reimplementierung, die unter der GNU General Public License veröffentlicht wurde und die Originalspieldateien benötigt.

## Rezeption
Amiga Games bemerkte die hochwertigen durch Rotoskopie erstellten Animationen und atmosphärischen Hintergrundgrafiken, die auf Dauer jedoch an Reiz verlieren. Die Steuerung sei zu kompliziert. Amiga Joker zeichnete Flashback als „Hit“ aus, welches den Vorgänger Another World übertrumpfte. Für den ASM sorgen die durch Vektorgrafik erzeugten flüssigen Animationen eine besondere Dynamik. Lediglich der Kopierschutz in Form eines Code Heftes wird als störend bewertet.
Es wurden 750.000 Kopien verkauft. Es wurde als das meistverkaufte französische Spiel aller Zeiten in das Guinnessbuch der Rekorde aufgenommen.
Eurogamer riet vom Kauf des Re-Releases ab. Der hohe Preis des Klassikers sei ungerechtfertigt, da die Hintergrundgeschichte für heutige Verhältnisse eher banal daherkommt, die Steuerung wie vor 25 Jahren eher störrisch funktioniert und gleichzeitig vom Spieler sehr präzises Navigieren durch die Level abverlangt. Auf der Switch läuft das Spiel in einem Emulator, der eine Rückspulfunktion mitliefert. Der Sound ist leicht verbessert, jedoch rechtfertigt dies nicht die Werbung mit einer verbesserten Version des Spiels. Für die Sammleredition wurde eine Limitierung von 40.000 Stück aufgelegt, die kaum für Rarität sorgt.